# Angelico Fabbri
Angelico Fabbri (Gubbio, 22 agosto 1822 – Gubbio, 7 luglio 1886) è stato un patriota, massone e carbonaro italiano, uno dei principali personaggi del Risorgimento eugubino.

## Biografia
Studente di farmacia a Bologna iniziò negli anni quaranta dell'Ottocento la sua carriera di cospiratore, patriota, politico e militare. Fu a Gubbio consigliere comunale, assessore e consigliere provinciale, e per tre volte eletto alla Camera dei deputati.
Massone, fu Maestro venerabile della loggia Giordano Bruno di Gubbio, fondata nel 1862 e disciolta una decina d'anni dopo.